# 野付牛公園
野付牛公園（のつけうしこうえん）は、北海道北見市にある公園。

## 概要
市制施行前の町名（野付牛町）を残しており、道東で最も歴史のある公園になっている。開設当初から造成している池にはアヒルやガチョウが泳ぎ、ボート（有料）に乗ることもできる憩いの場となっている。また、季節によりサクラやツツジの花を見ることができる。「イチイの森」は人口10万人達成を記念してつくられた。2017年（平成29年）には「北の造園遺産」に選定されている。
周辺の高台には北見工業大学があり、野付牛大橋で通じているほか、東陵公園にも近接している。

## 施設
- 北見市東地区トレーニングセンター[9]
- 北網圏北見文化センター
- 池
  - ボート（利用期間は4月下旬から11月上旬）
- イチイの森

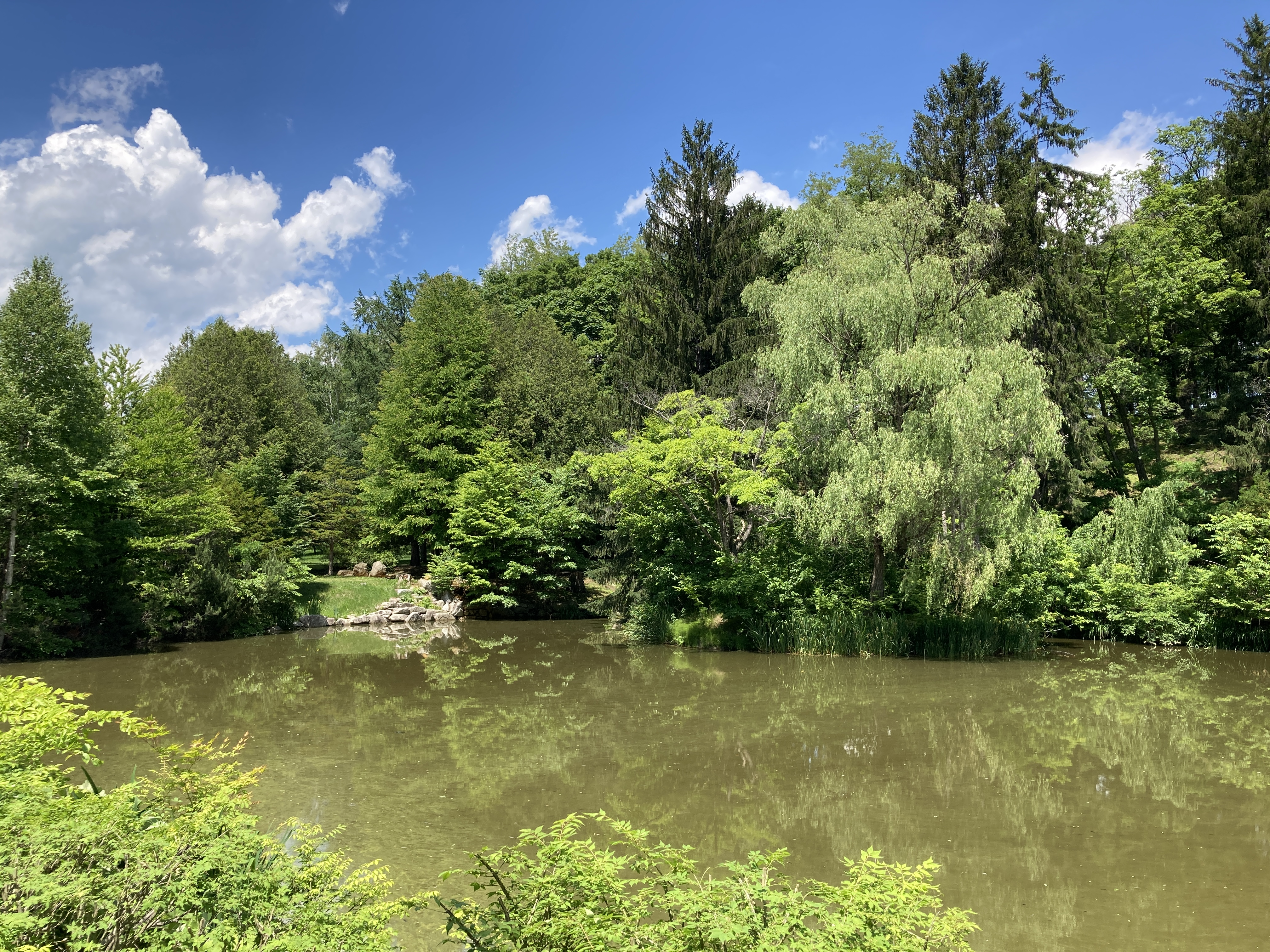
池（2022年6月）
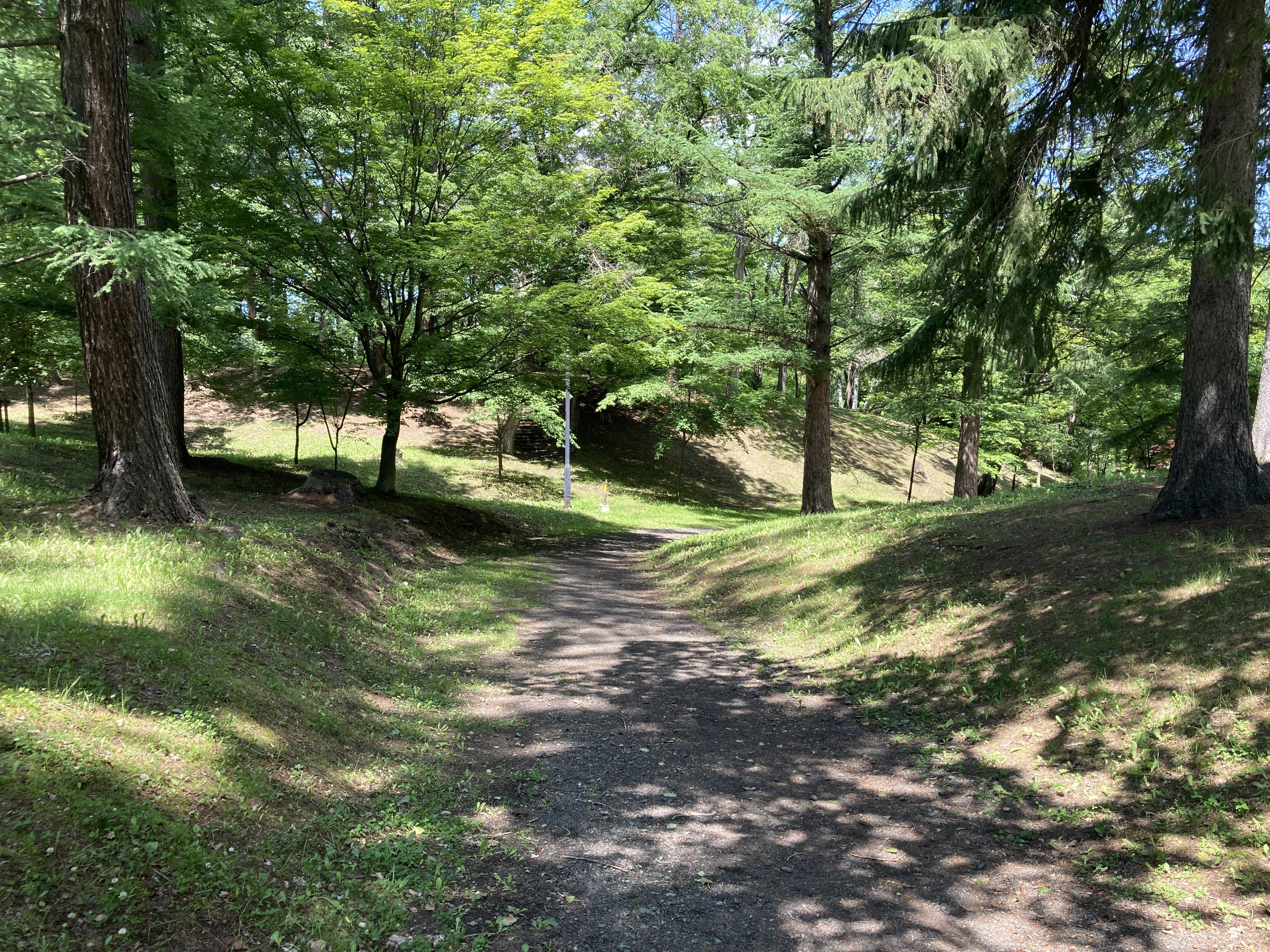
園路（2022年6月）

## 参考資料
- “北見市都市公園条例”. 北見市例規集.   北見市 (2014年). 2015年6月16日閲覧。
- “北見市都市公園管理規則”. 北見市例規集.   北見市 (2014年). 2015年6月16日閲覧。
- “北見市都市公園一覧”. 北見市例規集.   北見市 (2014年). 2015年6月16日閲覧。